# مارسلینو کامپانال
مارسلینو کامپانال (انگلیسی: Marcelino Campanal; ۱۳ فوریهٔ ۱۹۳۲ – ۲۵ مهٔ ۲۰۲۰) بازیکن فوتبال اهل اسپانیا بود.
از باشگاه‌هایی که در آن بازی کرده‌است می‌توان به باشگاه فوتبال سویا و باشگاه فوتبال دپورتیوو لاکرونیا اشاره کرد.
او همچنین در تیم ملی فوتبال اسپانیا بازی کرده‌است.